# Mestna hiša, Tartu
Mestna hiša v Tartuju (estonsko Tartu raekoda) je sedež mestne vlade meta Tartu v Estoniji. Stoji na Mestnem trgu v središču mesta.

## Zgodovina in arhitektura
Zgodovina mestne hiše je starejša. To je tretja mestna hiša na istem mestu v več kot osemstoletni zgodovini hanzeatskega mesta. Prejšnja stavba iz leta 1693 se je leta 1726 porušila, potem ko je bila v severni vojni močno poškodovana. Uničujoč požar v starem mestnem jedru leta 1775 je povzročil tako potrebo kot priložnost za postavitev nove stavbe sveta. Postavljena je bila po načrtih nemškega arhitekta Johanna Heinricha Bartholomäusa Walterja. Nizozemski zgodnji klasicizem mu je služil za vzor. Mestna hiša je bila zgrajena na temeljih iz jelševega lesa. Stavba je bila uradno odprta leta 1786 in končno dokončana leta 1789. 
Že od samega začetka je bila stavba namenjena bivanju številnih najemnikov poleg mestne vlade; zapor in skladišče za tehtanje in meritve sta bila vključena že v prvotne risbe. Mestna hiša je vedno trpela zaradi pomanjkanja prostora in do danes je v delih prostorov lekarna. Arhitekt in stavbenik J. H. B. Walther je delal tudi na hiši Von Bock, ki je bila čez trg in je bila dokončana hkrati z gradnjo mestne hiše.
Mestna hiša je zgrajena v zgodnjem neoklasicističnem slogu z rokokojskimi in baročnimi detajli, kot je zvonik (zvonovi še vedno igrajo vsak dan). Mestna hiša kaže veliko slogovnih podobnosti s prejšnjo mestno hišo v Narvi.

## Opis
Stavba je sestavljena iz kleti, treh nadstropij in dvokapnice s slemenskim stolpom. Prvotno so bile v kletnih prostorih zaporniške sobe, pa tudi mestna zakladnica in arhiv. Granitna tla so rustikalna. Mestne tehtnice Tartusa so bile v desnem krilu. Od leta 1922 je tam lekarna.
Predstavniške sobe mesta so v dveh zgornjih nadstropjih že od nekdaj. Vizualno so jasno ločene s fasado. Dve svečani etaži sta okrašeni s štukaturnimi venci in pilastri. Do njih so vodila zunanja vrata, do katerih je vodilo  stopnišče z ulice Rathausplatz.
Županove dvorane in sprejemne sobe so bile v prvem nadstropju. Veličastno opremljena dvorana sveta dominira na desnem krilu drugega nadstropja. V nasprotju z ostalimi prostori, ki so bili zasnovani v mešanih baročnih in zgodnjeklasicističnih oblikah, ima svetniška zbornica jasno rokoko notranjost. Štukaturni okras prihaja iz delavnice arhitekta Walterja.
Značilen stolp s svojo zgodovinsko uro je spet močno klasičen. Ob določenih urah se v urnem stolpu oglasi kariljon. Današnjih osemnajst zvonov so izdelali v Karlsruheju.

## Božič
Tako kot številne mestne hiše na Finskem, na primer Rauma, Porvoo in Turku, iz Tartujske mestne hiše tik pred božičem razglašajo božični mir.

## Mestni trg
Podolgovati Mestni trg (Raekoja plats, prej Großer Markt) vodi od mestne hiše z rahlim vzponom do reke Emajõgi. Trg se zoži proti reki.
Mestni trg je vodil do znamenitega Tartujskega 'kamnitega mostu' (Kivisild), ki so ga leta 1784 odprli kot prvi kamniti most v ruskih baltskih provincah v čast ruski carici Katarini. Zgodovinsko stavbo so med drugo svetovno vojno leta 1941 uničile sovjetske enote in leta 1944 končno nemški Wehrmacht. Nov obokani most že od leta 1960 povezuje oba rečna brega.
Pred mestno hišo stoji fontana Poljubljajoča študenta (Suudlevad tudengid) estonskega kiparja Matija Karmina (* 1959). Na njej je upodobljeno nekaj študentov, ki se poljubljajo pod dežnikom, skulptura pa govori o mladostnem značaju pomembnega univerzitetnega mesta.
Ob Mestnem trgu so številne zgodovinske stavbe, med drugim hotel in restavracija Draakon z zgodovinskim bruhalnikom, nekdanja Hiša Velikega ceha (do leta 1938 sedež Estonske narodne banke v Tartuju) in Nagnjena hiša na Rathausplatz 18.
Ker je podzemlje starega mestnega jedra sestavljeno iz šote in so bile vse hiše zgrajene na lesenih pilotih, se je po znižanju podtalnice Emajõgi hiša nagnila na eno stran. V stavbi je bila nekoč lekarna, v kateri je kot začasni delal kasnejši estonski pisatelj Oskar Luts (1887–1953). Danes je podružnica estonskega muzeja umetnosti. Razstave so namenjene slavni umetniški šoli Pallas v Tartuju.